# Estrogenrezeptor
Estrogenrezeptoren (ER), auch Östrogenrezeptoren, sind Steroidrezeptoren, die zur Superfamilie der nukleären Rezeptoren NR3I (nuclear receptor subfamily 3, group I) zählen und durch das Steroidhormon Estrogen aktiviert werden. Die wichtigste Funktion des Estrogenrezeptor ist ein DNA-bindender Transkriptionsfaktor, der die Genexpression des Zielgens reguliert. Der Estrogenrezeptor hat jedoch noch zusätzliche Funktionen unabhängig von der DNA-Bindung.

## Struktur und Bindung
Zwei humane Rezeptorsubtypen konnten identifiziert werden, die beide die gleiche Grundstruktur besitzen:
- Estrogenrezeptor-α (ERα, NR3A1)
- Estrogenrezeptor-β (ERβ, NR3A2)

Schematische Darstellung der Domänenstruktur von ERα und ERβ.

Beide Rezeptoren besitzen sechs Domänen (A–F):
- A/B-Domäne: Enthält eine ligandenunabhängige transkriptionelle Aktivierungsfunktion (AF-1).
- C-Domäne: DNA-Bindungsdomäne (DBD). Sie enthält zwei Zinkfingermotive.
- D-Domäne: Dimerisierungsregion.
- E/F-Domäne: Enthält die Ligandenbindungsdomäne (LBD) und eine sogenannte Transaktivierungsregion am C-Terminus (AF-2).

Da beide Subtypen in vielen Zellen gleichzeitig exprimiert werden, kommt es bei der hormonaktivierten Rezeptordimerisierung zur Bildung von ERα (αα) bzw. ERβ (ββ) Homodimeren oder ERαβ (αβ) Heterodimeren.
Unterschiedliche Liganden können sich in ihrer Affinität hinsichtlich der beiden Rezeptorisoformen unterscheiden:
- Estradiol und Coumestrol bindet an beide Rezeptoren
- Estron und Raloxifen binden vorzugsweise an ERα
- Estriol und Genistein binden an ERβ

Selektive Estrogenrezeptormodulatoren binden vorzugsweise entweder an den α- oder β-Subtyp des Rezeptors.
Die Überlebensrate von Brustkrebspatientinnen korreliert stärker mit den Ergebnissen der immunhistochemischen Färbung des Estrogenrezeptors als mit dem Nachweis der mRNA des Estrogenrezeptors. Patientengruppen mit Tumoren, die den Estrogenrezeptor β, aber nicht den Estrogenrezeptor α aufweisen, haben größere Überlebensraten.